# Sarja Sharkiya
Sarja Sharkiya (tiếng Ả Rập: سرجة شرقية) là một ngôi làng Syria nằm ở Sinjar Nahiyah ở huyện Maarrat al-Nu'man, Idlib. Theo Cục Thống kê Trung ương Syria (CBS), Sarja Sharkiya có dân số 473 trong cuộc điều tra dân số năm 2004.